# 生実藩
生実藩（おゆみはん）は、下総国千葉郡生実（現在の千葉県千葉市中央区生実町付近）を居所とした藩。藩庁は生実陣屋に置かれた。1627年に森川重俊が1万石で入封し、森川氏が12代約240年続いて廃藩置県を迎えた。房総の諸藩では、江戸時代前期に成立してから廃藩置県まで転封がなかった数少ない藩の一つである。
本記事では廃藩後に設置された生実県（おゆみけん）についても言及する。

## 歴史

### 前史
「生実」は「小弓」とも書かれる。近世の北生実村・南生実村（現在の千葉市中央区生実町・南生実町・塩田町、および緑区おゆみ野地区・鎌取町の各一部）および生実郷（中央区大巌寺町）を含む地域が、中世には「小弓」と呼ばれた。
室町時代、千葉氏重臣の原氏が当地を拠点としていた。この地域には小弓城（南生実城。現在の中央区南生実町）と生実城（北小弓城・北生実城。中央区生実町）と呼び分けられる、2つの城跡がある。2つの城は、古くは新旧の関係にあると理解されていた。すなわち、原氏が拠点としていたのは小弓城（南生実城）で、永正14年（1517年）に古河公方家出身の足利義明がこれを奪取して拠点とした（義明は小弓公方と称される）。第一次国府台合戦で義明が討たれると、北条氏が小弓城を接収したが、北条氏の庇護下にあった原胤清も小弓に復帰し、小弓城の北約1.5kmに生実城（北生実城）を築いた、という説明となる。ただし、生実城跡で発掘調査が行われた結果、その築城年代が戦国期よりもさかのぼることが判明しており、2つの城は新旧の関係にあるのではなく、1つの城を構成する本城・支城ではないかとの見方も出されている（生実城参照）。いずれにせよ、北側の生実城がのちの生実藩陣屋につながることになる。

#### 西郷氏の知行地
徳川家康が関東に入国した天正18年（1590年）、西郷家員が生実に配置され、5000石の領主となった。家員は「原氏の生実城」に入った可能性がある。元和6年（1620年）、西郷正員は加増を受けて大名に列し、安房国に所領を移されて東条藩を立てた。

#### 酒井重澄の藩
元和（1615年 - 1624年）末年ころ、将軍徳川家光に仕え堀田正盛とともに「一双の寵臣」と称された酒井重澄が、生実に2万5000石を与えられている。しかし酒井重澄は家光の勘気を蒙り、寛永10年（1633年）5月13日に勤務怠慢との理由で改易された。
一般的に「生実藩」は後述の森川氏の藩と見なされており、森川重俊と時期が重複する酒井重澄の「藩」について、はっきりしたことはわからない。『多古町史』によれば、現在の千葉県香取郡多古町南玉造などは「下総生実二万五千石の酒井山城守重澄」の領地であった。

### 森川氏の生実藩
寛永4年（1627年）、森川重俊は上総・相模・下総国内においてそれぞれ1万石を与えられて大名となった。これにより生実藩が成立する。重俊は北生実村の生実城の東側に陣屋を築いた。また、沿岸の浜野村にあった浜野城（小弓・生実城の支城）の城跡に蔵屋敷を設置している。
重俊はこれよりさき、3000石取りの旗本であったが、慶長19年（1614年）の大久保忠隣失脚に連座して改易されていた。この寛永4年（1627年）に赦免を受けて大名となったものである。重俊はその後、老中（西の丸老中）にまで栄進したが、寛永9年（1632年）1月25日、徳川秀忠の死後に殉死した。
代わって森川重政が跡を継ぐが、年貢負担をめぐっての争論が起きるなど藩が混乱した。寛文3年（1663年）1月23日に死去し、跡を森川重信が継ぐ。重信は元禄5年（1692年）6月27日に隠居して家督は森川俊胤が継いだ。俊胤は大番頭・奏者番・寺社奉行を歴任し、幕閣において活躍した人物である。第8代藩主・森川俊知は西の丸若年寄に栄進し、藩政においては財政再建のために家臣団俸禄の減少などを行なったが効果は無く、逆に百姓の利八に直訴される有様であった。第9代藩主・森川俊民は天保9年（1838年）8月9日に俊知が死去した後、家督を継いだ。そして大番頭・奏者番・若年寄を歴任している。
最後の藩主となった森川俊方は、戊辰戦争では新政府側に与した。翌年の版籍奉還で俊方は知藩事となる。

### 生実県
明治4年（1871年）の廃藩置県で生実藩は廃藩となるり、生実県が設置される。同年11月、生実県は印旛県に編入され、のちに千葉県となった。

## 歴代藩主

### 酒井家
2万5000石。譜代。
1. 酒井重澄（しげずみ）〈従五位下・山城守〉

### 森川家
1万石。譜代。
1. 森川重俊（しげとし）〈従五位下・出羽守〉
2. 森川重政（しげまさ）〈従五位下・伊賀守〉
3. 森川重信（しげのぶ）〈従五位下・出羽守〉
4. 森川俊胤（としたね）〈従五位下・出羽守〉
5. 森川俊常（としつね）〈従五位下・内膳正〉
6. 森川俊令（としのり）〈従五位下・内膳正〉
7. 森川俊孝（としたか）〈従五位下・紀伊守〉
8. 森川俊知（としとも）〈従五位下・内膳正〉
9. 森川俊民（としたみ）〈従五位下・出羽守〉
10. 森川俊位（としひら）〈従五位下・出羽守〉
11. 森川俊徳（としのり）〈従五位下・出羽守〉
12. 森川俊方（としかた）〈従五位下・内膳正〉

## 幕末の領地
- 下総国
  - 千葉郡のうち - 19村
  - 匝瑳郡のうち - 3村
  - 海上郡のうち - 1村
- 上総国
  - 長柄郡のうち - 1村（安房上総知県事を経て鶴舞藩に編入）
  - 武射郡のうち - 1村（安房上総知県事を経て柴山藩に編入）
- 相模国
  - 鎌倉郡のうち - 1村
  - 大住郡のうち - 3村

千葉郡の領地は7300石であった。
『旧高旧領取調帳』によれば、相模国鎌倉郡の1村は笠間村（現在の横浜市栄区笠間）で、村高は800石余であった。